# Nevi'im
Nevi'im (do hebraico נביאים, "porta-vozes") ou Profetas é uma das três seções da Tanakh, estando entre a Torá ("instrução") e o conjunto dos Ketuvim ("escritos"). Tradicionalmente, a seção Nevi'im é dividida em duas partes; Nevi'im Rishonim (Antigos Profetas) e Nevi'im Aharonim (Últimos Profetas).
O conjunto dos Antigos Profetas, formado pelos livros de Josué; Juízes; Samuel (I e II) e Reis (I e II), relata a história bíblica de Israel desde a conquista israelista de Canaã até o exílio babilônico. Um padrão recorrente nos livros é o desastre como consequência da apostasia e a libertação do mal como consequência do arrependimento.
Enquanto isso, o conjunto dos Últimos Profetas é formado pelos livros dos Profetas Maiores (Isaías, Jeremias e Ezequiel) e dos Profetas Menores, totalizando quinze livros. Os últimos profetas transmitem pronunciamentos divinos ao povo de Israel na forma oráculos, conselhos e previsões de calamidade caso os israelitas não dessem a devida atenção a Deus.

## Sinopse
Na tradição judaica, os livros da Nevi'im são oito dos vinte e quatro da Tanakh. Metade desses livros abrigam os Antigos Profetas, enquanto a outra metade abriga os Últimos. Nesse último conjunto, os livros dos Profetas Maiores são contados separadamente, enquanto os escritos dos Profetas Menores são aglutinados num único livro. 
O desenvolvimento do cânone da Tanakh estabeleceu o Livro de Daniel como parte do conjunto dos Ketuvim ao invés dos Nevi'im, distinguindo-se da abordagem cristã. 
É comum entre católicos e protestantes a inserção dos capítulos de Daniel presentes na Septuaginta mas ausentes do texto massorético no Ketuvim, prática que difere da estabelecida na Igreja Ortodoxa. Entre os ortodoxos, é comum a inserção desses capítulos e de 4 Macabeus após Malaquias. Apesar dessas diferenças, a ordem dos livros dos profetas menores, cronológica, é idêntica entre as denominações cristãs.
Na liturgia judaica, uma série de seleções dos Nevi'im, chamada haftorá, é lida ou cantada publicamente nas sinagogas como parte da prática religiosa judaica. A hatforá acontece logo após a leitura da Torá no Sabá, em dias de festa e em dias de jejum. É importante notar que apenas trechos dos livros selecionados são lidos.